# Innoryżak gąszczowy
Innoryżak gąszczowy (Euryoryzomys emmonsae) – gatunek ssaka z podrodziny bawełniaków (Sigmodontinae) w obrębie rodziny chomikowatych (Cricetidae).

## Zasięg występowania
Innoryżak gąszczowy występuje pomiędzy rzekami Xingu i Tocantins w Pará i Mato Grosso w Brazylii; dwa stwierdzenia z okolic rzeki Teles Pires, w Mato Grosso, mogą przedstawiać nieopisany dotąd gatunek.

## Taksonomia
Gatunek po raz pierwszy zgodnie z zasadami nazewnictwa binominalnego opisał w 1998 roku zespół amerykańskich zoologów nadając mu nazwę Oryzomys emmonsae. Holotyp pochodził ze wschodniej części brzegu rzeki Xingu, 52 km na południowy wschód od Altamiry, w Pará, w Brazylii. 
W 2006 roku dokonano rewizji podziału systematycznego, wyłączając z rodzaju Oryzomys niespokrewnione bliżej gryzonie i tworząc m.in. rodzaj Euryoryzomys Autorzy Illustrated Checklist of the Mammals of the World uznają ten takson za gatunek monotypowy.

### Etymologia
- Euryoryzomys: gr. ευρυς eurus „szeroki”; rodzaj Oryzomys S.F. Baird, 1857 (ryżniak)[7].
- emmonsae: dr Louise Hickok Emmons (ur. 1943), amerykańska teriolożka[8].

## Morfologia
Długość ciała (bez ogona) 128–142 mm, długość ogona 144–160 mm, długość tylnej stopy 34–50 mm; brak szczegółowych danych dotyczących masy ciała. 

## Biologia
Innoryżak gąszczowy żyje w lesie atlantyckim, najczęściej łapany jest na ziemi i pod kłodami w gęstwinie leśnej. Prowadzi naziemny tryb życia.

## Populacja
Innoryżak gąszczowy jest słabo poznanym gatunkiem, ale pozostałe innoryżaki żyją wyłącznie w lasach pierwotnych, co sugeruje, że i on może być zagrożony przez zmiany środowiska. W regionie jego występowania ma miejsce wylesianie terenów pod uprawę soi, hodowlę bydła i dla pozyskania drewna. Trend zmian liczebności gatunku ani zasięg jego występowania nie jest znany i Międzynarodowa Unia Ochrony Przyrody nie przydzieliła mu na razie kategorii zagrożenia.